# The Armourers of Nantes

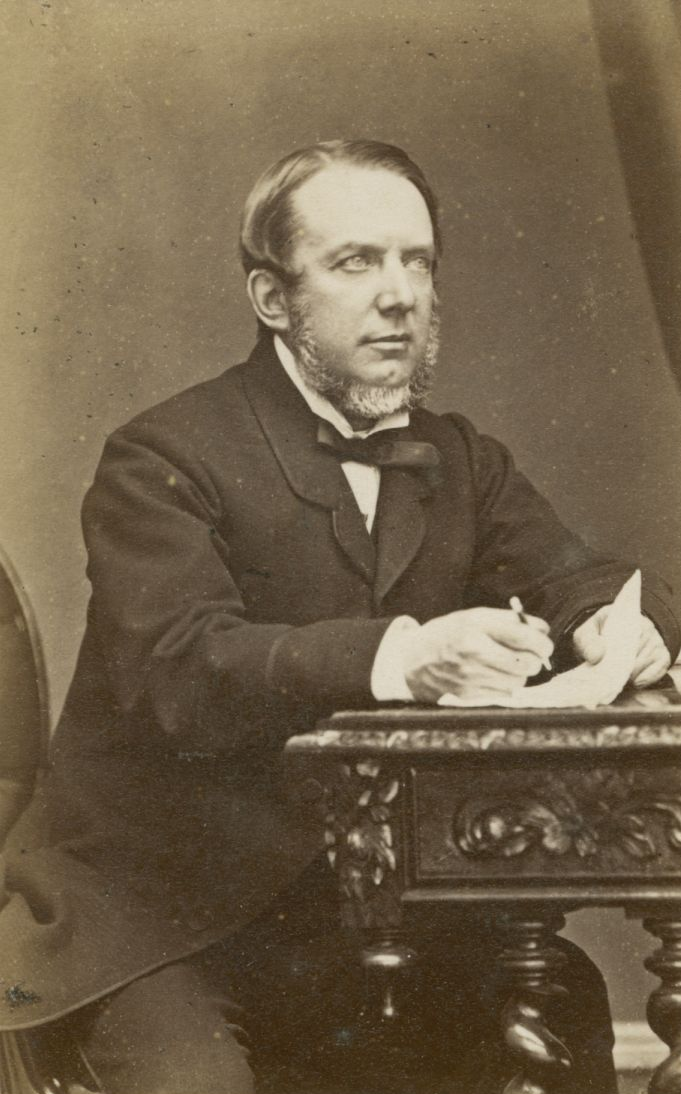
Michael William Balfe

The Armourer of Nantes är en opera i tre akter med musik av Michael William Balfe och libretto by J. V. Bridgman. Texten bygger på Victor Hugos Marie Tudor och utspelas i Nantes i Frankrike 1498. Operan hade premiär den 12 februari 1863 på Covent Garden och producerades av sångarparet tillika teatercheferna Louisa Pyne och William Harrison.

## Personer
| Roller                                                         | Stämma  | Premiärbesättning (Dirigent: Alfred Mellon) |
| -------------------------------------------------------------- | ------- | ------------------------------------------- |
| Baron de Villefranche (sändebud från Ludvig XII av Frankrikre) | bas     | W. H. Weiss                                 |
| Fabio Fabiani, Count de Beauvoir                               | baryton | Charles Santley                             |
| Raoul                                                          | tenor   | William Harrison                            |
| Count de Moulac                                                |         | Mr. Goodwin                                 |
| Count de St. Breux                                             |         | Mr. James                                   |
| M. de Ploërchartel                                             |         | Mr. Price                                   |
| M. de Coëtquen                                                 |         | Charles Lyall                               |
| A Jew                                                          | baryton | H. Corel                                    |
| Pascal                                                         | bas     | Mr. Aynsley Cook                            |
| Marie (en föräldralös flicka)                                  | sopran  | Louisa Pyne                                 |
| Anne, hertiginna av Brittany                                   | sopran  | Anna Hiles                                  |
| Dame Bertha                                                    |         | Mrs. Aynsley Cook                           |

## Synopsis
Folket i Bretagne älskar hertiginnan Anne. Hon föredrar den vackre äventyraren Fabio Fabiani. Adeln missunnar förbindelsen och de konspirerar emot henne med hjälp av den franske kungens sändebud. Vapensmeden Raoul från Nantes har fött upp den föräldralösa flickan Marie som mystiskt anförtroddes honom när hon var liten. Han har nu förälskat sig i henne. Hon visar sig vara arvtagerskan till en mäktig familj. Fabio får veta detta och dödar juden som hade papper på att Marie var den rätta arvingen. Men Raoul får veta på sanningen. Fabio anklagar Raoul för mordet. Men hertiginnan får vetskap pm Fabios brott och han avrättas. Raoul och Marie förenas.

## Mottagande
Recensionen i tidskriften The Spectator noterade att det var Balfes dittills bästa opera och förutspådde en lång speltid. Särskilt prisades de många ballader som något av det bästa som Balfe komponerat. Ämnet fordrade dock "en smula mer dramatisk attack än Mr Balfe är kapabel till". Journalisten Charles Lamb Kenney skrev att "det var inte samma skarpa fräschör och markerade originalitet i den melodiska inspirationen som helhet."
Operan har hittills inte spelats in.